# Vigneul-sous-Montmédy
Vigneul-sous-Montmédy és un municipi francès situat al departament del Mosa i a la regió del Gran Est. L'any 2007 tenia 99 habitants.

## Demografia

### Població
El 2007 la població de fet de Vigneul-sous-Montmédy era de 99 persones. Hi havia 44 famílies, de les quals 16 eren unipersonals (16 homes vivint sols), 16 parelles sense fills, 8 parelles amb fills i 4 famílies monoparentals amb fills.
La població ha evolucionat segons el següent gràfic:
Habitants censats

### Habitatges
El 2007 hi havia 49 habitatges, 44 eren l'habitatge principal de la família, 3 eren segones residències i 2 estaven desocupats. 48 eren cases i 1 era un apartament. Dels 44 habitatges principals, 32 estaven ocupats pels seus propietaris, 10 estaven llogats i ocupats pels llogaters i 2 estaven cedits a títol gratuït; 8 tenien tres cambres, 10 en tenien quatre i 26 en tenien cinc o més. 38 habitatges disposaven pel capbaix d'una plaça de pàrquing. A 20 habitatges hi havia un automòbil i a 19 n'hi havia dos o més.

### Piràmide de població
La piràmide de població per edats i sexe el 2009 era:
| Homes | Edats   | Dones |
| ----- | ------- | ----- |
| 0     | 95 o +  | 0     |
| 0     | 90 a 94 | 0     |
| 0     | 85 a 89 | 0     |
| 0     | 80 a 84 | 0     |
| 4     | 75 a 79 | 8     |
| 4     | 70 a 74 | 4     |
| 4     | 65 a 69 | 4     |
| 0     | 60 a 64 | 0     |
| 0     | 55 a 59 | 0     |
| 0     | 50 a 54 | 0     |
| 4     | 45 a 49 | 0     |
| 4     | 40 a 44 | 4     |
| 0     | 35 a 39 | 0     |
| 8     | 30 a 34 | 4     |
| 0     | 25 a 29 | 4     |
| 4     | 20 a 24 | 4     |
| 0     | 15 a 19 | 4     |
| 0     | 10 a 14 | 0     |
| 0     | 5 a 9   | 0     |
| 8     | 0 a 4   | 8     |

## Economia
El 2007 la població en edat de treballar era de 60 persones, 49 eren actives i 11 eren inactives. De les 49 persones actives 46 estaven ocupades (28 homes i 18 dones) i 3 estaven aturades (2 homes i 1 dona). De les 11 persones inactives 3 estaven jubilades, 2 estaven estudiant i 6 estaven classificades com a «altres inactius».
Activitats econòmiques
Dels 2 establiments que hi havia el 2007, 1 era d'una empresa de construcció i 1 d'una empresa de comerç i reparació d'automòbils.
L'únic servei als particulars que hi havia el 2009 era un paleta.
L'únic establiment comercial que hi havia el 2009 era una carnisseria.

## Poblacions més properes
El següent diagrama mostra les poblacions més properes.